# Sterculia africana
Espèce
Synonymes
- Sterculia guerichii K. Schum.[1]
- Sterculia triphaca R.Br.[1]
- Triphaca africana Lour.[1] [2]

Sterculia africana est une espèce d'arbres de la famille des Malvaceae et du genre Sterculia. 

## Description
Il s'agit dans sa forme mature d'un arbre à feuilles caduques ayant des branches érigées qui s'étendent pour former une couronne arrondie. Il pousse généralement à 5 ou 12 mètres du sol et peut atteindre jusqu'à 25 mètres de hauteur. Il est utilisé comme aliment et possède certaines vertus médicinales. Son écorce est lisse et souvent de couleur blanche. Par la suite, cette écorce s'écaille de façon irrégulière. Ses feuilles sont bondées à l'extrémité des branches, elles sont souvent divisées en 3 ou 5 lobes pointus. 

## Utilité
Ses graines sont récoltées, pilées et puis tamisées. La farine qui en résulte est cuite avec les légumes tels que les pois ou l'amarante en remplacement des graines d'arachides pilées. Sur le plan médicinal traditionnel, les feuilles et l'écorce sont bouillies et la décoction inhalées pour traiter la fièvre et la grippe. L'infusion de l'écorce est utilisée comme remède contre les morsures de serpents. Son écorce produit une fibre qui sert à fabriquer les cordes et les nattes. Les graines sont récoltées pendant la saison sèche, aux mois de Juillet et Décembre. Cependant les graines peuvent être stockées durant plusieurs mois. Les graines germent de manière optimale à des températures comprises entre 20 et 30 °C. Ils peuvent être semés dans un lit de pépinière ou dans des conteneurs. Un taux de germination d'environ 95%, survenant dans environ 2 semaines, peut être attendu si la graine a été correctement traitée.

## Répartition géographique
Stercuilia africana se trouve généralement dans plusieurs pays du continent Africain notamment au Botswana, Namibie, Somalie, Ethiopie, Tanzanie, Mozambique, Malawi, Zimbabwe, Egypte et au Cameroun. Son habitat se situe dans les régions où règne un climat chaud et sec. On le trouve aussi dans les zones où le relief est relativement bas (altitude généralement inférieure à 600 mètres), notamment dans les collines rocheuses ou à la limite des régions boisées.

## Liste des variétés
Selon BioLib (28 décembre 2017) :
- variété Sterculia africana var. africana
- variété Sterculia africana var. socotrana (K. Schum.) Fiori